# Annona papilionella
Annona papilionella é uma espécie de magnólia. Foi descrito pela primeira vez por Friedrich Ludwig Diels, e recebeu o nome exato por H. Rainer. Annona papilionella pertence ao gênero Annona e à família Annonaceae.
Este tipo de planta pode ser encontrado em:
- Equador
- Peru
- Costa Rica
- Bolívia

Não há tipos listados como este.